# Арена Стожице
«Арена Стожице» (словен. Arena Stožice) — спортивная арена в Любляне, Словения.

## Информация
«Арена Стожице» является частью мультифункционального комплекса «Стожице Спорт Парк», в который также входит футбольный стадион «Стожице».
Здание было построено в 2010 году. Вместимость варьируется от 10 500 до 14 480 мест.
На арене проходят соревнования по баскетболу, волейболу и гандболу, а также концерты. Возможно проведение хоккейных матчей.

## Соревнования
- Первый дивизион чемпионата мира по хоккею с шайбой 2012 — 15—21 апреля 2012
- Чемпионат Европы по баскетболу 2013 — 4—22 сентября 2013
- Суперфинал Лиги чемпионов ЕКВ — 22 мая 2022

## Домашняя команда
Арена Стожице является домашней для словенского баскетбольного клуба «Олимпия». Также арену арендуют гандбольный клуб «Крим» и волейбольный клуб «АЧ Волей» из города Блед.